# Друст V
Друст V (*Drust V, д/н — 550/556) — король піктів у 549/555—550/556 роках.

## Життєпис
Був сином Муната, одного з вождів (або очільників кланів) піктів. Боровся проти короля Талорка II. Можливо, оволодів частиною держави у 549 або 550 році. Остаточно посів трон Піктії у 555 році. Відповідно до «Піктської хроніки», володарював 1 рік. Але за «Хронікою Ольстеру» правив до 580 року. Висловлюється думка, що час панування охоплював 549—556 роки, або він володарював на півночі королівства до 579 року. На цей час держава знову перетворилося на конфедерацію племен та кланів.
Замість Друста V правителями стали Галам Кенналеф I та Бруде I.